# Grand Prix de Macao de Formule 3 1999
Le Grand Prix de Macao de Formule 3 1999 est la 46e édition de l'épreuve macanaise réservée aux monoplaces de Formule 3. Elle s'est déroulée les 19 et 20 novembre 1999 sur le tracé urbain faisant le circuit de Guia.

## Participants
| No | Pilotes            | Voiture                  | Écurie                    |
| -- | ------------------ | ------------------------ | ------------------------- |
| 1  | Darren Manning     | Dallara Toyota-Tom's     | Tom's Co Ltd              |
| 2  | Seiji Ara          | Dallara Toyota-Tom's     | Tom's Co Ltd              |
| 3  | Marc Hynes         | Dallara Opel-Spiess (en) | Manor Motorsport          |
| 5  | Peter Sundberg     | Dallara Toyota-Tom's     | Prema Powerteam           |
| 6  | Juan Manuel Lopez  | Dallara Toyota-Tom's     | Prema Powerteam           |
| 7  | Ryo Fukuda         | Martini Opel-Spiess (en) | La Filière                |
| 8  | Sébastien Bourdais | Martini Opel-Spiess (en) | La Filière                |
| 9  | Narain Karthikeyan | Dallara Honda-Mugen NB   | Paul Stewart Racing Team  |
| 10 | Luciano Burti      | Dallara Honda-Mugen NB   | Paul Stewart Racing Team  |
| 11 | Michele Spoldi     | Dallara Opel-Spiess      | RC Benetton Junior Team   |
| 12 | Gabriele Varano    | Dallara Opel-Spiess      | RC Benetton Junior Team   |
| 14 | André Couto        | Dallara Opel-Spiess      | Opel Team BSR             |
| 15 | Christijan Albers  | Dallara Opel-Spiess      | Opel Team BSR             |
| 17 | Benoît Tréluyer    | Dallara Renault-Sodemo   | Signature Compétition     |
| 18 | Jonathan Cochet    | Dallara Renault-Sodemo   | Signature Compétition     |
| 19 | Bruno Besson       | Dallara Renault-Sodemo   | Promatecme Promatecme UK  |
| 20 | Jenson Button      | Dallara Renault-Sodemo   | Promatecme Promatecme UK  |
| 21 | Daisuke Ito        | Dallara Honda-Mugen NB   | Skill Speed               |
| 22 | Jo Merszei         | Dallara Honda-Mugen NB   | Carlin Motorsport         |
| 23 | Paulo Montin       | Dallara Honda-Mugen NB   | Carlin Motorsport         |
| 28 | Robert Lechner     | Dallara Toyota-Tom's     | GM-DSF-F3 Team            |
| 29 | Michael Ho         | Dallara Toyota-Tom's     | GM-DSF-F3 Team            |
| 30 | Tiago Monteiro     | Dallara Renault-Sodemo   | ASM                       |
| 31 | Sébastien Dumez    | Dallara Renault-Sodemo   | ASM                       |
| 33 | Walter Van Lent    | Dallara Toyota-Tom's     | JB Motorsport             |
| 34 | Yves Olivier       | Dallara Toyota-Tom's     | JB Motorsport             |
| 36 | Alex Yoong         | Dallara Toyota-Tom's     | Alan Docking Racing       |
| 37 | Andrew Kirkaldy    | Dallara Toyota-Tom's     | Alan Docking Racing       |
| 38 | Toby Scheckter     | Dallara Toyota-Tom's     | Speedsport F3 Racing Team |
| 64 | Tsugio Matsuda     | Dallara Toyota-Tom's     | Nakajima Honda            |

## 1ercourse
Qualification
| Ligne | Positions sur la grille de départ      | Positions sur la grille de départ      | Positions sur la grille de départ |
| ----- | -------------------------------------- | -------------------------------------- | --------------------------------- |
| 1re   | 1. Darren Manning (2 min 14 s 143)     | 2. André Couto (2 min 15 s 418)        |                                   |
| 2e    | 3. Christijan Albers (2 min 15 s 781)  | 4. Sébastien Bourdais (2 min 16 s 113) |                                   |
| 3e    | 5. Robert Lechner (2 min 16 s 247)     | 6. Daisuke Ito (2 min 16 s 248)        |                                   |
| 4e    | 7. Jenson Button (2 min 16 s 313)      | 8. Benoît Tréluyer (2 min 16 s 344)    |                                   |
| 5e    | 9. Narain Karthikeyan (2 min 16 s 370) | 10. Jonathan Cochet (2 min 16 s 509)   |                                   |
| 6e    | 11. Paolo Montin (2 min 16 s 541)      | 12. Luciano Burti (2 min 16 s 993)     |                                   |
| 7e    | 13. Peter Sundberg (2 min 17 s 444)    | 14. Tiago Monteiro (2 min 17 s 472)    |                                   |
| 8e    | 15. Seiji Ara (2 min 17 s 489)         | 16. Ryo Fukuda (2 min 17 s 676)        |                                   |
| 9e    | 17. Bruno Besson (2 min 17 s 976)      | 18. Gabriele Varano (2 min 18 s 922)   |                                   |
| 10e   | 19. Sébastien Dumez (2 min 18 s 943)   | 20. Marc Hynes (2 min 18 s 993)        |                                   |
| 11e   | 21. Alex Yoong (2 min 19 s 102)        | 22. Michele Spoldi (2 min 19 s 406)    |                                   |
| 12e   | 23. Yves Olivier (2 min 19 s 526)      | 24. Andrew Kirkaldy (2 min 19 s 636)   |                                   |
| 13e   | 25. Toby Scheckter (2 min 20 s 696)    | 26. Walter Van Lent (2 min 21 s 510)   |                                   |
| 14e   | 27. Juan Manuel Lopez (2 min 22 s 878) | 28. Michael Ho (2 min 24 s 246)        |                                   |
| 15e   | 29. Jo Merszei (2 min 25 s 997)        |                                        |                                   |

Résultat
Le meilleur tour est effectué par Darren Manning en 2 min 14 s 983 au 5e tour.
| Pos. | no | Pilote          | Voiture                | Tours | Temps/Abd.      |
| ---- | -- | --------------- | ---------------------- | ----- | --------------- |
| 1    | 1  | Darren Manning  | Dallara Toyota-Tom's   | 15    | 33 min 58 s 170 |
| 2    | 14 | André Couto     | Dallara Opel-Spiess    | 15    | + 14 s 760      |
| 3    | 20 | Jenson Button   | Dallara Renault-Sodemo | 15    | + 15 s 789      |
| 4    | 21 | Daisuke Ito     | Dallara Honda-Mugen    | 15    | + 29 s 456      |
| 5    | 64 | Tsugio Matsuda  | Dallara Honda-Mugen    | 15    | + 48 s 129      |
| 6    | 34 | Yves Olivier    | Dallara Opel-Spiess    | 15    | + 56 s 453      |
| 7    | 11 | Michele Spoldi  | Dallara Opel-Spiess    | 15    | + 1 min 8 s 009 |
| 8    | 37 | Andrew Kirkaldy | Dallara Honda-Mugen    | 15    | + 1 min 9 s 437 |
| 9    | 36 | Alex Yoong      | Dallara Honda-Mugen    | 15    | + 1 min 9 s 876 |
| 10   | 29 | Michael Ho      | Dallara Opel-Spiess    | 15    | + 2 min 2 s 373 |
| 11   | 7  | Ryo Fukuda      | Martini Opel-Spiess    | 14    | + 1 tour        |
| 12   | 38 | Toby Scheckter  | Dallara Honda-Mugen    | 14    | + 1 tour        |

## 2ecourse
Qualification
| Ligne | Positions sur la grille de départ      | Positions sur la grille de départ      | Positions sur la grille de départ |
| ----- | -------------------------------------- | -------------------------------------- | --------------------------------- |
| 1re   | 1. Darren Manning (2 min 14 s 194)     | 2. Jenson Button (2 min 14 s 664)      |                                   |
| 2e    | 3. Robert Lechner (2 min 14 s 925)     | 4. Peter Sundberg (2 min 15 s 061)     |                                   |
| 3e    | 5. André Couto (2 min 15 s 153)        | 6. Narain Karthikeyan (2 min 15 s 327) |                                   |
| 4e    | 7. Sébastien Bourdais (2 min 15 s 351) | 8. Daisuke Ito (2 min 15 s 367)        |                                   |
| 5e    | 9. Benoît Tréluyer (2 min 15 s 379)    | 10. Jonathan Cochet (2 min 15 s 449)   |                                   |
| 6e    | 11. Paolo Montin (2 min 15 s 781)      | 12. Christijan Albers (2 min 15 s 801) |                                   |
| 7e    | 13. Luciano Burti (2 min 15 s 886)     | 14. Gabriele Varano (2 min 16 s 183)   |                                   |
| 8e    | 15. Bruno Besson (2 min 16 s 187)      | 16. Marc Hynes (2 min 16 s 824)        |                                   |
| 9e    | 17. Seiji Ara (2 min 16 s 890)         | 18. Tiago Monteiro (2 min 16 s 914)    |                                   |
| 10e   | 19. Yves Olivier (2 min 16 s 942)      | 20. Toby Scheckter (2 min 17 s 382)    |                                   |
| 11e   | 21. Sébastien Dumez (2 min 17 s 389)   | 22. Ryo Fukuda (2 min 17 s 676)        |                                   |
| 12e   | 23. Alex Yoong (2 min 17 s 679)        | 24. Walter Van Lent (2 min 18 s 222)   |                                   |
| 13e   | 25. Andrew Kirkaldy (2 min 19 s 389)   | 26. Michele Spoldi (2 min 19 s 406)    |                                   |
| 14e   | 27. Jo Merszei (2 min 21 s 187)        | 28. Juan Manuel Lopez (2 min 22 s 878) |                                   |
| 15e   | 29. Michael Ho (2 min 24 s 246)        | 30. Tsugio Matsuda (2 min 25 s 155)    |                                   |

Résultat
Le meilleur tour est effectué par Darren Manning en 2 min 14 s 264 au 7e tour.
| Pos. | no | Pilote             | Voiture                | Tours | Temps/Abd.       |
| ---- | -- | ------------------ | ---------------------- | ----- | ---------------- |
| 1    | 1  | Darren Manning     | Dallara Toyota-Tom's   | 15    | 33 min 58 s 109  |
| 2    | 20 | Jenson Button      | Dallara Renault-Sodemo | 15    | + 8 s 801        |
| 3    | 64 | Tsugio Matsuda     | Dallara Honda-Mugen    | 15    | + 32 s 859       |
| 4    | 21 | Daisuke Ito        | Dallara Honda-Mugen    | 15    | + 37 s 145       |
| 5    | 5  | Peter Sundberg     | Dallara Opel-Spiess    | 15    | + 43 s 076       |
| 6    | 9  | Narain Karthikeyan | Dallara Honda-Mugen    | 15    | + 49 s 735       |
| 7    | 7  | Ryo Fukuda         | Martini Opel-Spiess    | 15    | + 53 s 267       |
| 8    | 11 | Michele Spoldi     | Dallara Opel-Spiess    | 15    | + 53 s 971       |
| 9    | 34 | Yves Olivier       | Dallara Opel-Spiess    | 15    | + 54 s 526       |
| 10   | 38 | Toby Scheckter     | Dallara Honda-Mugen    | 15    | + 55 s 473       |
| 11   | 3  | Marc Hynes         | Dallara Honda-Mugen    | 15    | + 56 s 215       |
| 12   | 36 | Alex Yoong         | Dallara Honda-Mugen    | 15    | + 58 s 048       |
| 13   | 10 | Luciano Burti      | Dallara Honda-Mugen    | 15    | + 1 min 21 s 450 |
| 14   | 18 | Jonathan Cochet    | Dallara Renault-Sodemo | 15    | + 1 min 23 s 229 |
| 15   | 30 | Tiago Monteiro     | Dallara Renault-Sodemo | 15    | + 1 min 28 s 519 |
| 16   | 2  | Seiji Ara          | Dallara Toyota-Tom's   | 15    | + 1 min 41 s 000 |
| 17   | 29 | Michael Ho         | Dallara Opel-Spiess    | 14    | + 1 tour         |
| 18   | 22 | Jo Merszei         | Dallara Honda-Mugen    | 14    | + 1 tour         |

## Résultat final
Le meilleur tour est effectué durant la seconde course par Darren Manning en 2 min 14 s 264 au 7e tour.
| Pos. | no | Pilote         | Voiture                | Tours | Temps/Abd.         |
| ---- | -- | -------------- | ---------------------- | ----- | ------------------ |
| 1    | 1  | Darren Manning | Dallara Toyota-Tom's   | 30    | 1 h 7 min 56 s 279 |
| 2    | 20 | Jenson Button  | Dallara Renault-Sodemo | 30    | + 24 s 590         |
| 3    | 21 | Daisuke Ito    | Dallara Honda-Mugen    | 30    | + 1 min 6 s 601    |
| 4    | 64 | Tsugio Matsuda | Dallara Honda-Mugen    | 30    | + 1 min 20 s 988   |
| 5    | 34 | Yves Olivier   | Dallara Opel-Spiess    | 30    | + 1 min 50 s 979   |
| 6    | 11 | Michele Spoldi | Dallara Opel-Spiess    | 30    | + 2 min 1 s 980    |
| 7    | 36 | Alex Yoong     | Dallara Honda-Mugen    | 30    | + 2 min 7 s 924    |
| 8    | 7  | Ryo Fukuda     | Martini Opel-Spiess    | 29    | + 1 tour           |
| 9    | 38 | Toby Scheckter | Dallara Honda-Mugen    | 29    | + 1 tour           |
| 10   | 29 | Michael Ho     | Dallara Opel-Spiess    | 29    | + 1 tour           |